# Arktisk Kommando
Forsvarets aktiviteter i og omkring Grønland og Færøerne ledes af Arktisk Kommando, der blev oprettet 31. oktober 2012 ved fusion af Grønlands Kommando og Færøernes Kommando.
Ansvarsområdet strækker sig fra farvandet omkring Færøerne i øst, Grønlandshavet, Ishavet i nord, henover Danmarksstrædet og Irmingerhavet til Davisstrædet og Baffinbugten mellem Canada og Grønland. Arktisk Kommando fungerer som forbindelsespunkt og koordinator i samarbejdet mellem Forsvaret og de lokale myndigheder.
Arktisk Kommando er fysisk placeret på to primære lokaliteter:
- Nuuk som hovedkvarter med ca. 80[1] civile og militære ansatte fra alle tre værn.
- Thorshavn med Forbindelseselement Færøerne (FEF) med seks ansatte i i samme bygning som MRCC Tórshavn/Tórshavn Radio og den færøske beredskabsstyrelse Tilbúgvingarstovnur Føroya.

Herudover nogle sekundære lokaliteter:
- Forbindelseselement Thule Air Base
- Stationerne Kangerlussuaq, Grønnedal, Nord, Mestersvig og Daneborg
- Stations- og Patruljetjenesten Grønland beliggende på Flyvestation Aalborg

## Opgaver
Foruden som militær at opretholde suverænitet for Kongeriget Danmark, løser man civil. En del opgaverne løses i samarbejde med f.eks. Grønlands Selvstyre og Færøernes Landsstyre, samt Grønlands Politi og Færøernes Politi.
- Fiskeriinspektion
  - For at beskytte havets ressourcer håndhæver Arktisk Kommando fiskerilovgivningen på Færøerne og i Grønland. Arktisk Kommando deltager i beskyttelsen af fiskebestandene ved at gennemføre fiskeriinspektion og -kontrol i Grønland og ved Færøerne med henblik på at forebygge og imødegå systematiske overtrædelser af den grønlandske og færøske fiskerilovgivning.

- Eftersøgnings- og redningstjeneste
  - Joint Rescue Coordinations Centre (JRCC) er en enhed under Arktisk Kommando. JRCC har ansvaret for at lede de eftersøgninger og redninger, Arktisk Kommando har ansvaret for i Grønland. I lokalet ved siden af Joint Rescue Coordination Centre findes Naviair, som er den statslige lufttrafiktjeneste. Samarbejdet med Naviair er med til at skabe et overblik over lufttrafik i og omkring Grønland, og Naviairs vagthavende deltager i koordination af eftersøgning og redning af luftfartøjer. Operationscentret i Arktisk Kommando er døgnbemandet. På Færøerne stilles en forbindelsesofficer til rådighed for Maritime Rescue Coordination Centre Tórshavn, når Forsvarets enheder deltager i eftersøgnings- og redningstjeneste.
  -  Danmark og Grønland har indgået aftale om at yde kollektiv SAR-assistance til de otte samtalepartnere i Arktisk Råd (Danmark, USA, Canada, Rusland, Island, Norge, Sverige og Finland) samt evt. andre nationer, der i fremtiden måtte tilslutte sig aftalen. Aftalen er underskrevet i forummet Arctic Coast Guard Forum (ACGF) under Arktisk Råd.

- Miljøovervågning
  - Arktisk Kommando overvåger farvandet omkring Grønland og Færøerne med blandt andet Flyvevåbnets Challenger-fly. En dansk overvågningssatellit blev i januar 2018 sendt i kredsløb over Arktis for at teste monitorering af skibe og fly i kommandoens område – et samarbejde mellem Forsvaret, DTU Space og virksomheden GomSpace.

- Forureningsbekæmpelse 
  - I Grønland er forureningsbekæmpelse en delt opgave mellem selvstyret og den danske stat. Grønlands Selvstyre er ansvarlige for søterritoriet. Det vil sige de indre og ydre territorialfarvande. Arktisk Kommando er ansvarlig for forureningsbekæmpelse på det åbne hav.

- Søopmåling 
  - Det er den danske stats ansvar at sikre kortlægning af hele riget. Arktisk Kommando hjælper til med denne opgave i form af søopmåling med Søværnets inspektionsfartøjer. I skibets skrog er der fastinstalleret et flerstråleekkolod til brug for søopmålingen.

- Diverse støtteopgaver for det civile samfund
  - Arktisk Kommando yder hvert år praktisk og logistisk støtte til forskning i Arktis. For eksempel har inspektionsskibet Hvidbjørnen for Grønlands Naturinstituts Klimaforskningscenter udlagt databøjer til kortlægning af havpattedyrenes migrationsrute. Arktisk kommando har også ydet støtte til Dansk Center for Havforskning i Nordøstgrønland, samt forskere fra Grønlands Naturinstitut i Scoresbysundfjorden, som undersøgte, om narhvaler bliver påvirket af seismisk aktivitet i havet. På Færøerne støtter Arktisk Kommando blandt andet med ammunitionsrydning.

## Arktisk kommando
DR sendte i 2019 en dokumentar i fire afsnit om Arktisk Kommando. I dokumentaren følger man et hold Sirius- og Stationsspecialist-aspiranter og deres vej til Grønland. Desuden ser man SAR-operationer – herunder f.eks. indsatsen i Nuugaatsiaq i 2017.
Det første afsnit var det 8. mest sete DR-program i uge 12 2019.